# Lijst van voetbalinterlands Gemenebest van Onafhankelijke Staten - Verenigde Staten
Deze lijst van voetbalinterlands is een overzicht van alle officiële voetbalwedstrijden tussen de nationale teams van het Gemenebest van Onafhankelijke Staten (GOS) en de Verenigde Staten. De landen speelden twee keer tegen elkaar. De eerste wedstrijd, een vriendschappelijke wedstrijd, werd gespeeld in Miami Gardens op 25 januari 1992. Het laatste duel, eveneens een vriendschappelijke wedstrijd, vond plaats op 2 februari 1992 in Pontiac.

## Wedstrijden
| № | Plaats        | Datum           | Competitie        | Wedstrijd              | Uitslag |
| - | ------------- | --------------- | ----------------- | ---------------------- | ------- |
| 1 | Miami Gardens | 25 januari 1992 | Vriendschappelijk | Verenigde Staten – GOS | 0 – 1   |
| 2 | Pontiac       | 2 februari 1992 | Vriendschappelijk | Verenigde Staten – GOS | 2 – 1   |

## Samenvatting
| Competitie        | Totaal gespeeld | Winst Sovjet-Unie | Gelijk | Winst Verenigde Staten | Doelsaldo Sovjet-Unie – Verenigde Staten |
| ----------------- | --------------- | ----------------- | ------ | ---------------------- | ---------------------------------------- |
| Vriendschappelijk | 2               | 1                 | 0      | 1                      | 2 − 2                                    |
| Totaal            | 2               | 1                 | 0      | 1                      | 2 − 2                                    |